# DISCO
DISCO (Kurzform von englisch Discovery of Web Services, deutsch Entdeckung von Webservices) ist ein Begriff aus der Informatik und bezeichnet ein Protokoll zur Bekanntmachung und Suche nach Webservices auf einem Server.
2001 entwickelte IBM das Konzept dafür und implementierte es in Form des „Business Explorer for Web Services (BE4WS)“. Implementierungen sind für verschiedene Plattformen und Sprachen verfügbar.
DISCO enthält den Uniform Resource Identifier (URI) jedes auf dem Server befindlichen Webservice und basiert auf den Daten des WSDL-Dokuments.